# La Verneda i la Pau
|  | «la Verneda» redirigeix aquí. Vegeu-ne altres significats a «Verneda». |

La Verneda i la Pau és un dels barris que conformen el districte barceloní de Sant Martí. En aquest barri hi ha l'origen de l'antic poble de Sant Martí de Provençals. Es documenta l'existència de pobladors l'any 989 i l'any 1052 consta que va passar a dependre de Sant Andreu del Palomar. Al segle i aC ja hi havia assentaments romans confirmats per les grans restes trobades de la Vil·la romana de La Verneda amb el Pont del Treball Digne. Fins a mitjans del segle xx, el territori que comprèn estava ocupat majoritàriament per camps de conreu i unes masies. El barri actual es va originar a la dècada del 1950, fruit de la gran demanda d'habitatge deguda a l'arribada massiva d'immigrants, amb una alta densitat d'edificis i de població i una manca total d'equipaments i serveis. Gràcies a la continuada reivindicació veïnal el barri va millorar la seva qualitat i s'hi van construir equipaments.

## Història

### Història antiga
Se sap que ja al segle i aC hi havia assentaments romans a la zona per les grans restes trobades de la vil·la romana de La Verneda amb el Pont del Treball, l'agost de 2011 (vila que va estar en funcionament almenys fins als segles iv-v), ⁣ així com d'altres restes romanes sota l'enderrocada masia Can Nyau a l'extrem muntanya de la rambla de Prim i fins i tot s'han fet troballes de restes neolítiques que encara s'han d'estudiar.

### Història contemporània
Fins a la dècada del 1950, el territori que comprèn estava ocupat majoritàriament per camps de conreu i unes quantes masies (Can Planes, Ca l'Arnó, Can Riera, ⁣ Can Cadena). Al final del segle xix pintors com Isidre Nonell, Joaquim Mir, Juli Vallmitjana, Ricard Canals, Ramon Pichot, i Adrià Gual, coneguts com la colla del Safrà, hi anaven a pintar els camps de la Verneda de Sant Martí.
El nom de la Verneda fa referència a uns dels arbres que creixen al marge dels rius, els verns. El barri està molt relacionat amb Sant Martí de Provençals, amb el qual forma un continu urbà i social. El primer grup d'habitatges fou impulsat pel Patronat Municipal de l'Habitatge, a la dècada del 1950, a la zona de Via Trajana. També hi ha molta relació amb el municipi veí de Sant Adrià de Besòs, especialment amb el barri de Via Trajana-Montsolís, sovint anomenat «la Verneda de Sant Adrià».
El conjunt d'habitatges més important és el de la Pau, situat entre la rambla de Guipúscoa i la Gran Via. Company de lluites amb els barris del Besòs i del Maresme, aquest tercer barri de l'eix Prim va ser construït per l'Obra Sindical del Hogar. El va inaugurar el dictador Franco l'any 1966 en els actes de la campanya "25 años de paz" des de la fi de la guerra civil, fet del qual en deriva el seu nom. Un nom que, malgrat aquest origen, avui s'identifica amb les connotacions positives del concepte "pau".

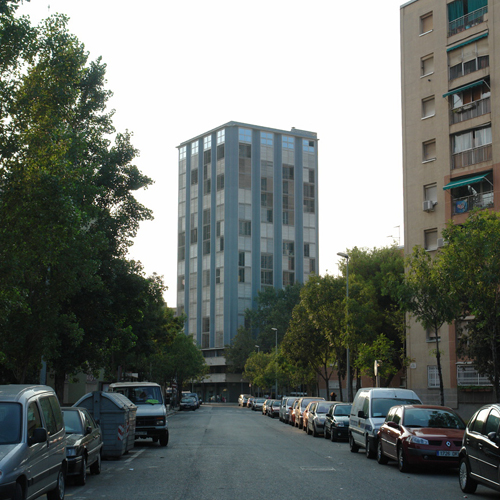
Edifici Piramidón

L'edifici Piramidón, un gratacel de disset pisos d'alçada, es va construir l'any 1971. Després d'un temps sense cap destinació concreta, actualment és la seu de diferents entitats i associacions culturals, veïnals i socials, com l'escola d'adults de la Pau, el Centre Cívic i un Centre d'Art Contemporani.
A més del conjunt de la Pau, el barri integra els de l'entorn de la Palmera, la Verneda Alta i la Verneda Baixa. En aquest darrer s'ha realitzat en els darrers anys la substitució per nous blocs dels edificis de l'antic polígon, molt deficients i afectats de patologies estructurals. La plaça de la Palmera (amb la xemeneia de l'antiga fàbrica que hi havia, i amb la gran escultura lineal de Richard Serra) va ser un dels primers espais guanyats per a la ciutat en els inicis de la democràcia municipal.
L'encreuament de les renovades Rambles de Prim i de Guipúscoa, i la veïna estació de metro la Pau, conformen un punt de centralitat i de dinamisme comercial i cívic, que exemplifica perfectament la gran millora de qualitat urbana que ha experimentat el barri en els darrers anys.

## Lluita veïnal
La lluita veïnal al barri comença de forma rellevant a partir de la dècada del 1970 i es pot dividir en tres etapes: del 1975 al 1992, del 1992 al 2017 i del 2017 a l'actualitat.

### Primera etapa: naixement i consolidació
Al principi estava articulada a través de l'Associació de Veïns de la Verneda Alta, seguint les reivindicacions d'una associació de veïns típica d'un barri de la perifèria de l'època.
Per començar, l'any 1976 s'inaugura de forma simbòlica la plaça de la Verneda, després de lluitar perquè no s'edifiquessin propietats eclesiàstiques a la Plaça, que en el moment eren un solar.
Paral·lelament a l'Associació de Veïns es funda l'any 1977 l'Ateneu Llibertari de la Verneda.
Mitjançant assemblees veïnals obertes i exercint pressió a l'Administració s'aconsegueixen altres edificis com l'Institut Salvador Seguí, que es lluita durant deu anys evitant amb manifestacions i assemblees l'edificació del solar on està situat, la residència de dia de gent gran l'any 1995 a la Plaça Ram de l'Aigua o l'edificació el 1992, després de també una llarga lluita, de la Rambla Prim, entre d'altres.
La majoria d'equipaments al barri, fins i tot l'escola Els Horts o el Parc del Sant Martí, s'aconsegueixen mitjançant manifestacions i llargues negociacions amb l'Ajuntament i la Generalitat.

#### Lluita contra el barraquisme
Un dels elements més importants del veïnat és la lluita contra el barraquisme.
Des de la dècada del 1950 hi havia situat a l'actual Parc de Sant Martí l'assentament de barraques de La Perona. A les dècades anteriors no havia causat molts problemes, però la constant deixadesa de les administracions i la marginació del barri fa que a principis de la dècada del 1980 amb la delinqüència i tràfic de drogues al barri sigui insostenible, cosa que va ocasionar que la Verneda tingués molt mala fama per aquests motius.
La posició de l'Associació de Veïns de la Verneda Alta era conciliadora i d'intentar pressionar a l'administració pel reallotjament dels barraquistes a pisos construïts per l'Estat i lluiten perquè així sigui, però tot fa un gir quan el 1982 es comença a estendre la notícia enganyosa de què un gitano ha violat a una noia del barri.
Els veïns, doncs, de forma autogestionada i mitjançant uns pamflets que ningú sabia d'on venien, comencen a organitzar-se tallant carrers diàriament al barri per aconseguir que el barri de La Perona sigui enderrocat. El motiu de rerefons és xenòfob i per això la mateixa associació de veïns del barri no participa en aquestes manifestacions, cosa que li fa guanyar molts detractors entre els veïns del barri i arriben a patir per la seva integritat física.
El moment més tens es dona el setembre del 1982, on esclata la ràbia entre el veïnat i les manifestacions són molt violentes, acabant aquestes amb la crema d'un autobús públic, llançaments de pedres i altres objectes a la policia, i amb molts ferits. Els anys següents, comença el trasllat dels veïns de La Perona cap a pisos de protecció oficial, i es viu certa "calma tensa".
Tot i això, a causa de la lentitud d'aquest trasllat, el 1989 es torna a encendre la ràbia i amb un rerefons xenòfob de nou el veïnat de la Verneda no deixa de manifestar-se fins que es tomba l'última barraca, al juny d'aquell any.

### Segona etapa: declivi de la lluita veïnal
Després dels jocs olímpics la lluita veïnal perd molta força, ja que s'han aconseguit la majoria d'objectius per poder tenir un barri funcional que no sigui només residencial.
Tot i això, quedaven coses rellevants per fer, com una estació de metro, que s'aconsegueix l'any 1997 després de molts anys de retards i l'augment de la qualitat de les línies 36 i 40 de bus.
Altres reivindicacions també es mantenen, com la ludoteca de ca l'Arnó al Parc de Sant Martí, inaugurada com a equipament el 1992 o les festes del barri. Amb l'arribada del nou mil·lenni el moviment veïnal es debilita molt i a partir del 2000 no s'aconsegueixen grans canvis al barri ni passen mobilitzacions tan importants com les dels vuitanta. Es perden també l'Ateneu Llibertari de la Verneda l'any 2007 i el casal de joves del barri.
L'any 2011, gràcies al moviment dels indignats 15-M, s'articula en certa manera de nou el moviment associatiu al barri, realitzant-se assemblees setmanals per poder coordinar l'assistència a les mobilitzacions que s'estaven produint. Aquesta assemblea de veïns aconsegueix també aturar desnonaments al barri i recuperar un local entre el Carrer Julián Besteiro i el Carrer Fluvià.
L'any 2014 hi ha mobilitzacions veïnals rellevants per l'obertura del casal neonazi Tramuntana al barri. Finalment, després de manifestacions i pressió, aconsegueixen que tanqui les portes definitivament.

### Tercera etapa: torna la lluita veïnal

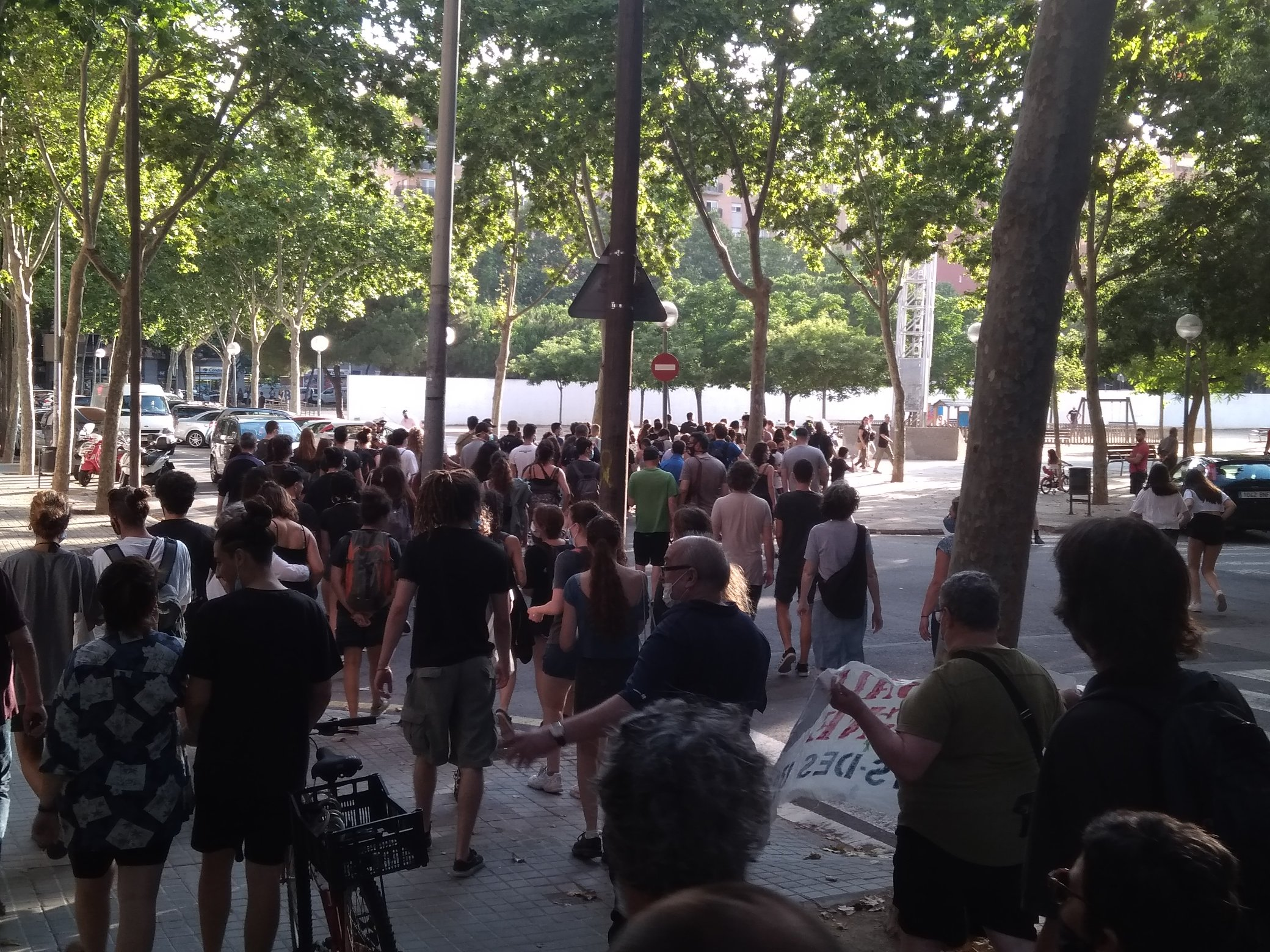
Manifestació el juliol del 2020 a la Verneda reclamant pa, sostre i treball.

El 2017 es forma a la Verneda el "Comitè de defensa del Referèndum de la Verneda i la Pau" (futur CDR de la Verneda i la Pau), encarregat de poder garantir que es faci el referèndum d'autodeterminació de l'1 d'octubre.
Aconseguint aglutinar a desenes de persones, és el moviment veïnal més important dels últims anys i defensa diverses escoles electorals. El declivi del CDR del barri comporta que altres organitzacions surtin del seu afebliment.
És així com el 2018 neix l'assemblea de joves de la Verneda i la Pau "La Guarida" (actual Verneda 73), el primer element de coordinació jove des dels vuitanta. El 2019 neix l'assemblea feminista "Las Del Barrio", i al mateix any neix també el Sindicat d'Habitatge de la Verneda i la Pau, amb la funció de defensar el dret a l'habitatge dels veïns del barri.
L'any 2020, com a conseqüència a la crisi per la pandèmia de la Covid, es forma la xarxa de suport mutu del barri i la posterior xarxa d'aliments de la Verneda i la Pau. Els 3 col·lectius són actualment els que més persones aglutinen a la Verneda. El juliol, en una manifestació conjunta entre els tres col·lectius per tenir pa, sostre i treball, van aconseguir ajuntar unes 300 persones.
En l'actualitat, s'han activat altres lluites com la dels veïns de la Palmera contra les cuines fantasma i s'està formant un esplai al barri, l'esplai Periferik.

## Llocs d'interès
- El jaciment arqueològic de la zona del Pont del Treball, un dels més importants del Neolític final, en l'àmbit de Catalunya i de l'Estat, on també s'han trobat les restes corresponents a una vil·la romana[21] del segle III-IV, la més gran trobada al Pla de Barcelona i que amplia la història dels assentaments humans a la zona.
- Can Riera, masia del segle xvi, l'última del barri[8][9]
- Ca l'Arnó, masia del segle XVII
- L'església de Sant Martí de Provençals
- Diverses obres d'art públic, com:

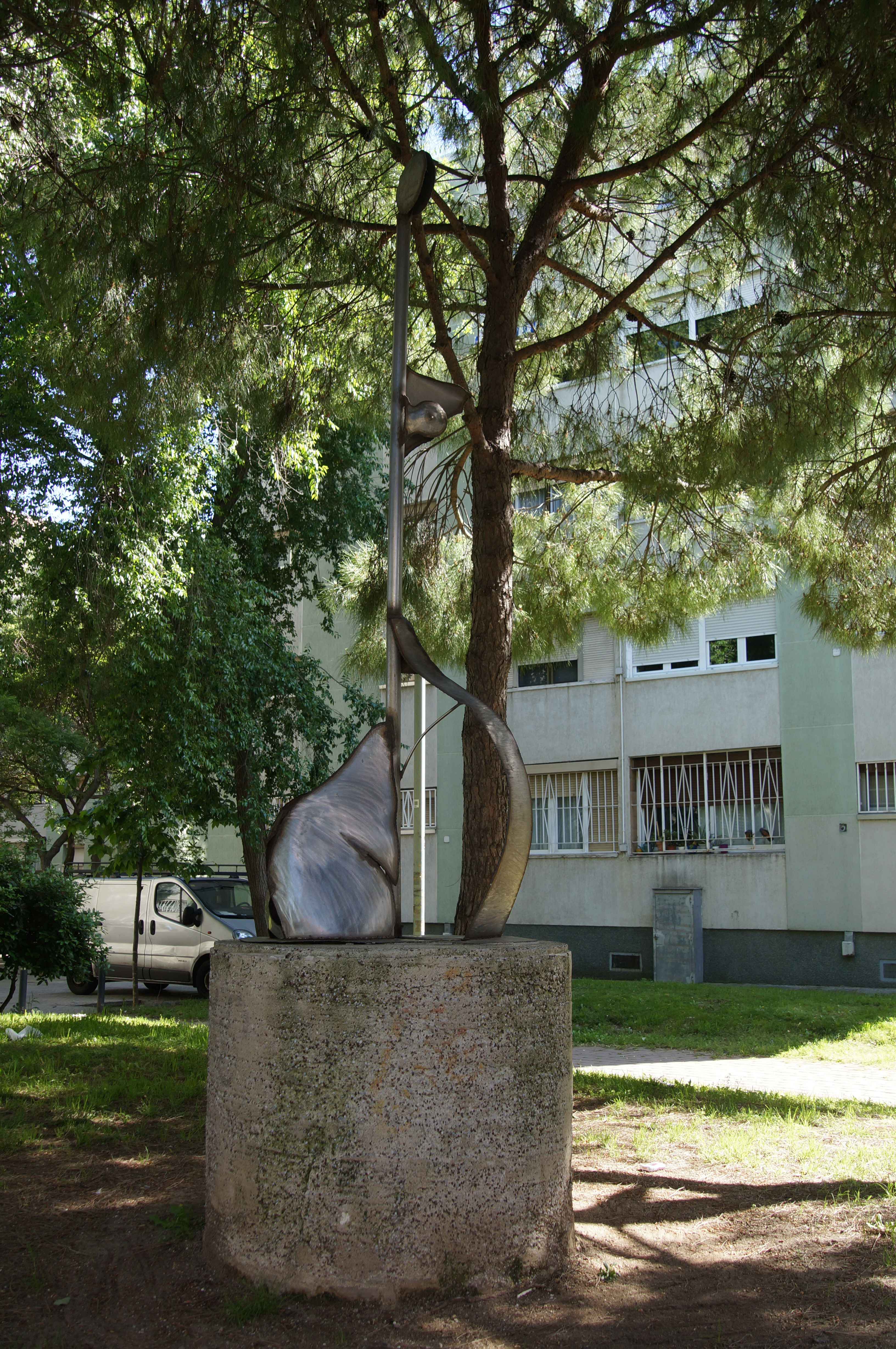
Contrapunt, de Ferran Soriano
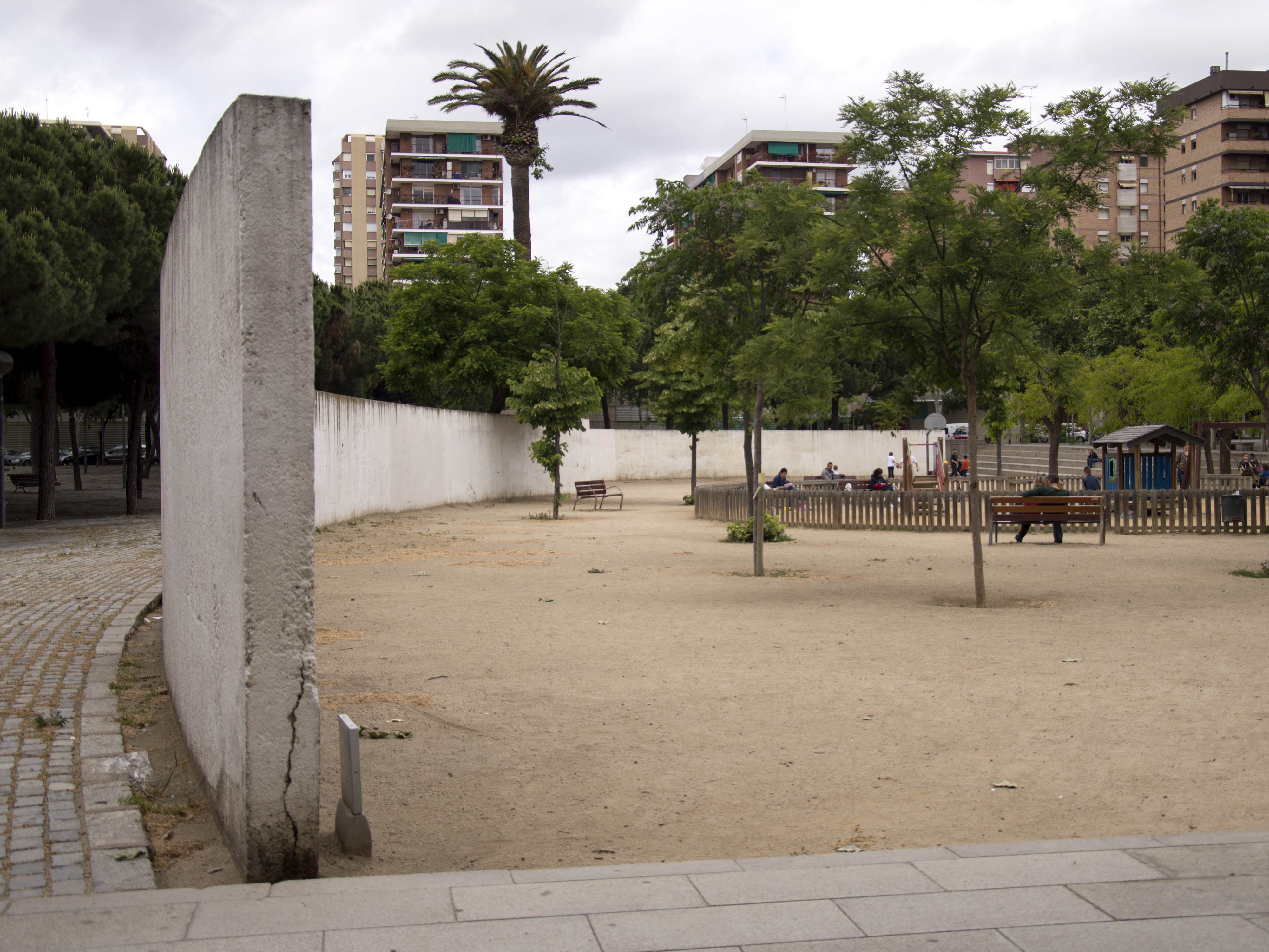
El mur, de Richard Serra
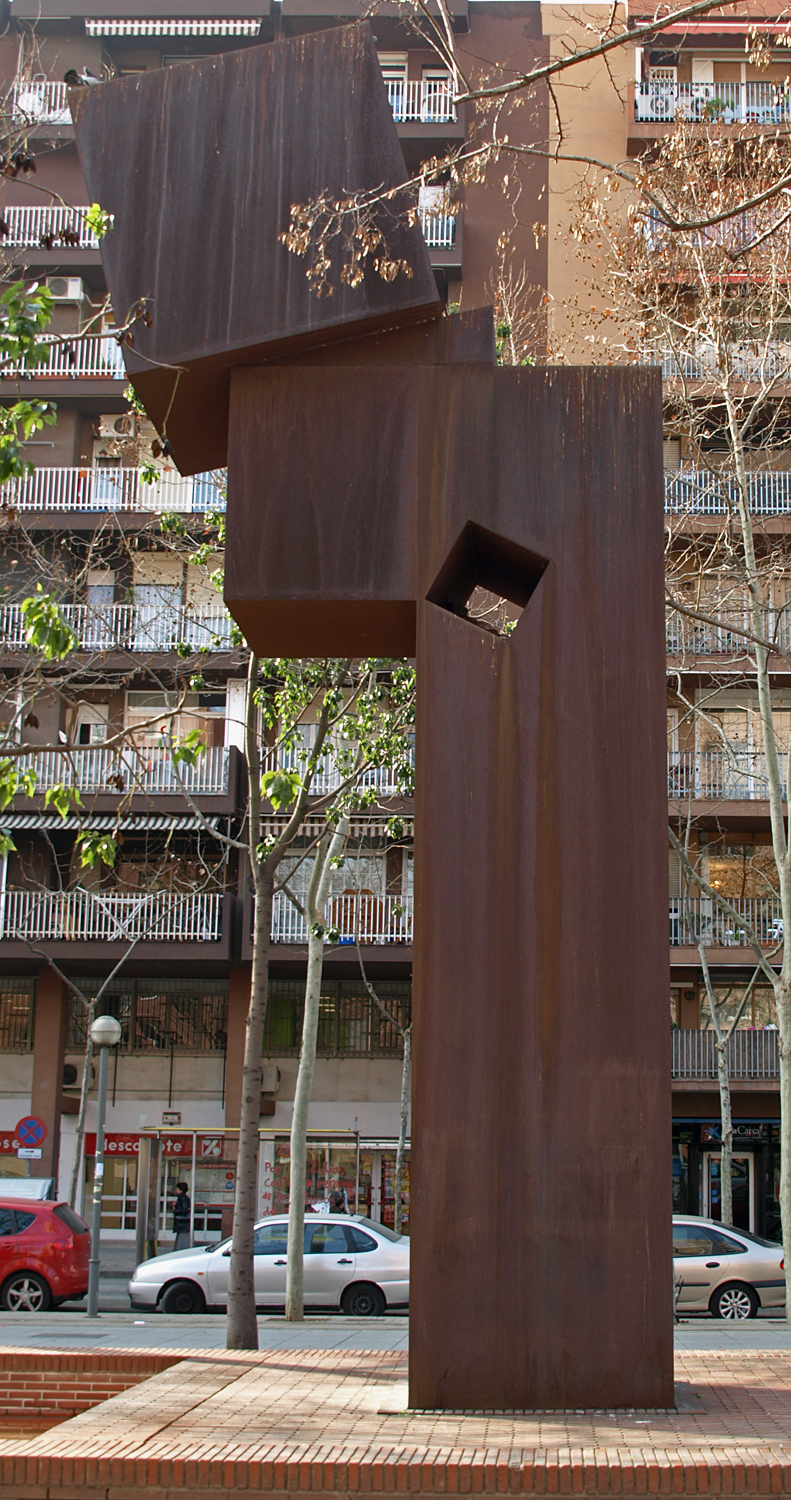
El llarg viatge, de Francesc Torres (1992)
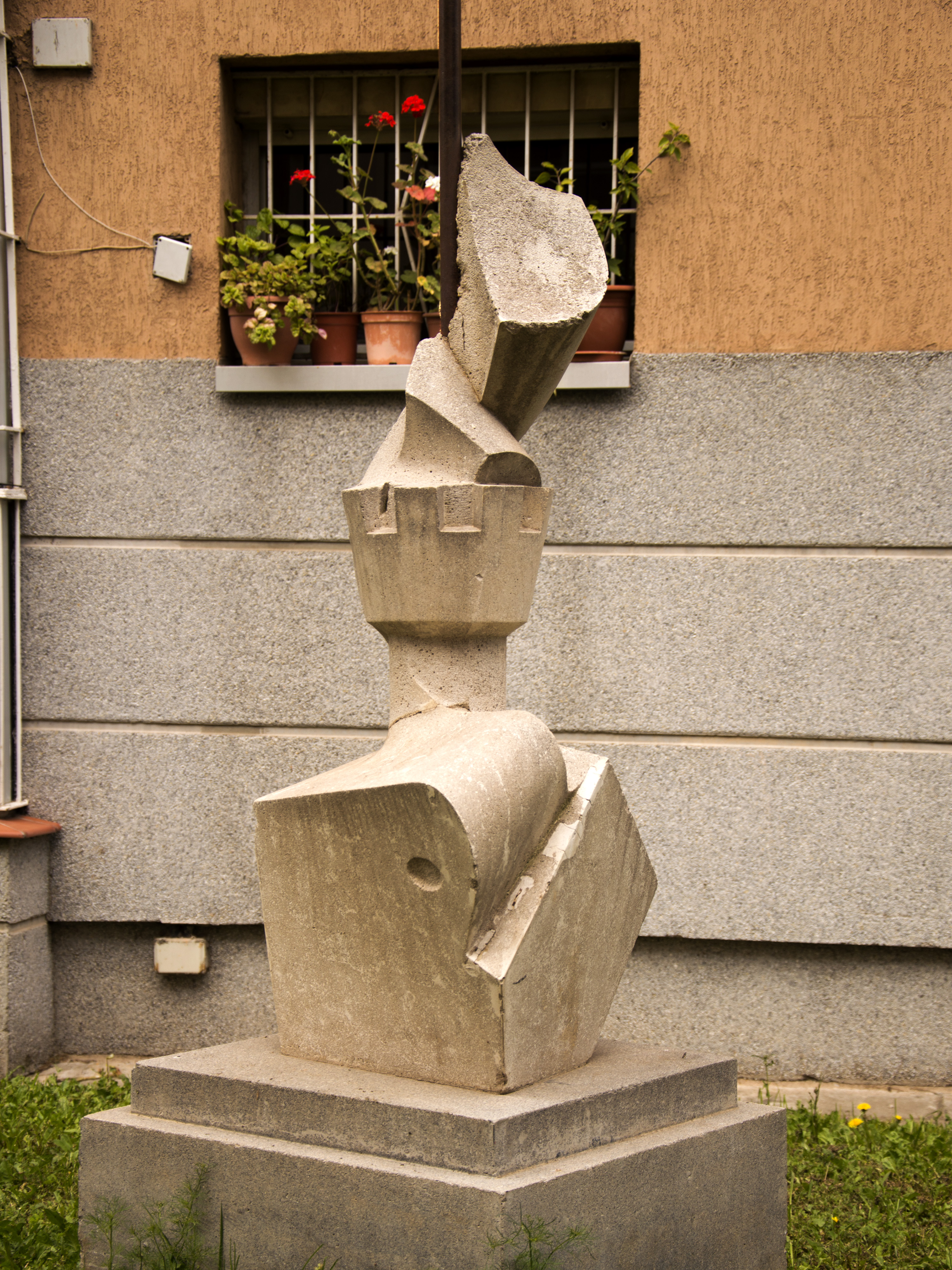
Les cultures, de Mercedes Ortega
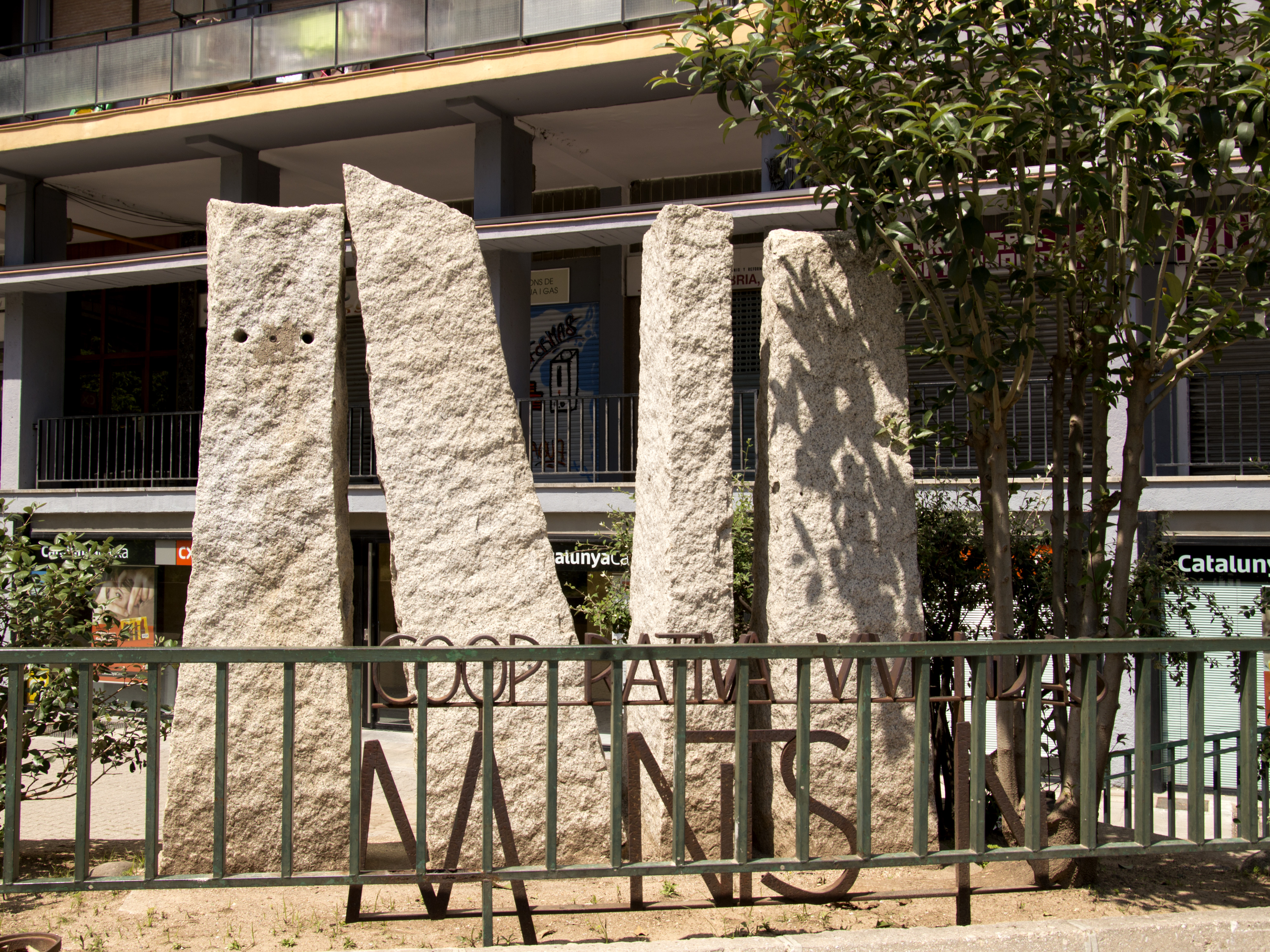
Quatre falques, de Josep Ricart
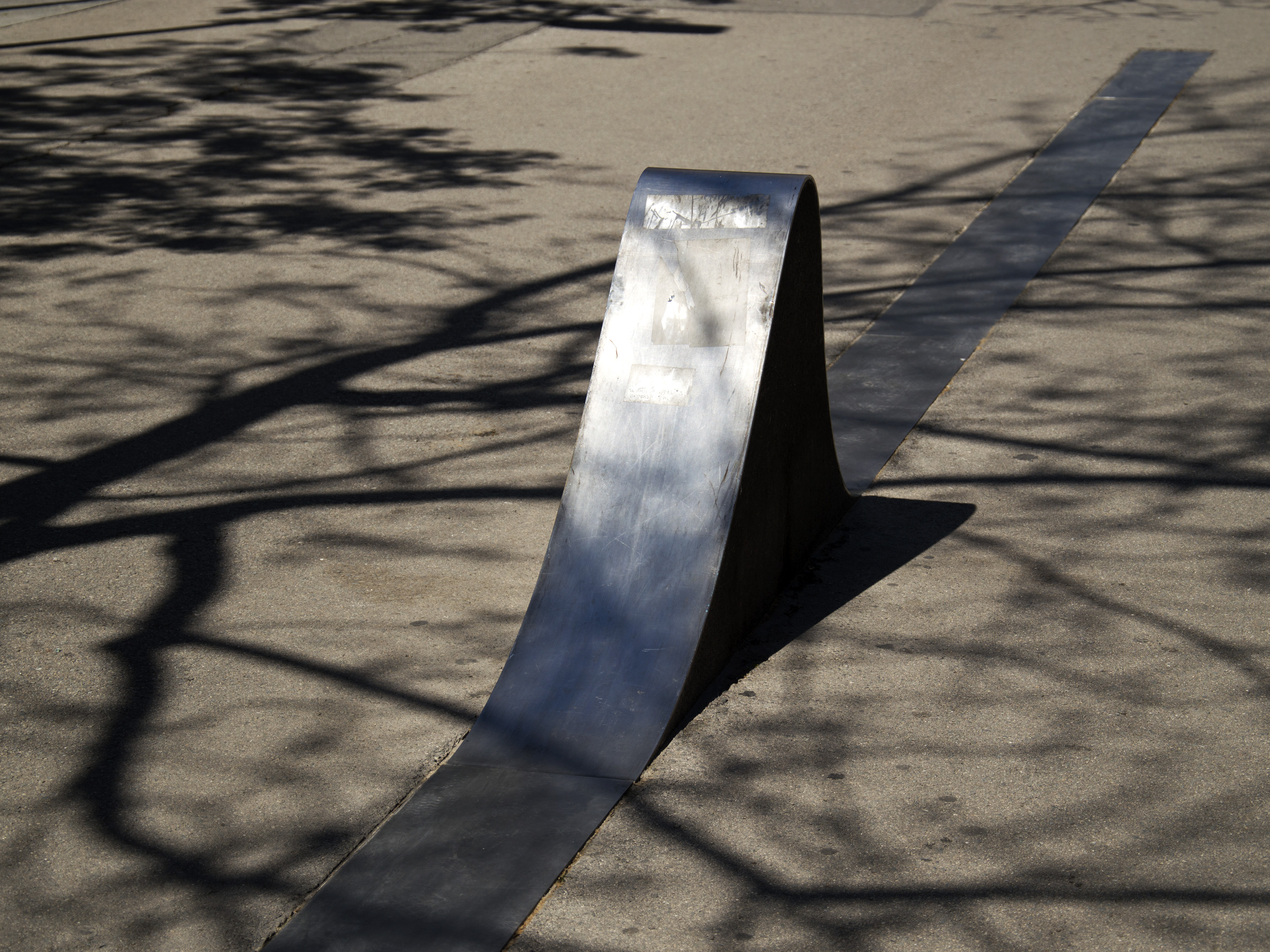
Línia de la Verneda, de Francesc Torres (1999)
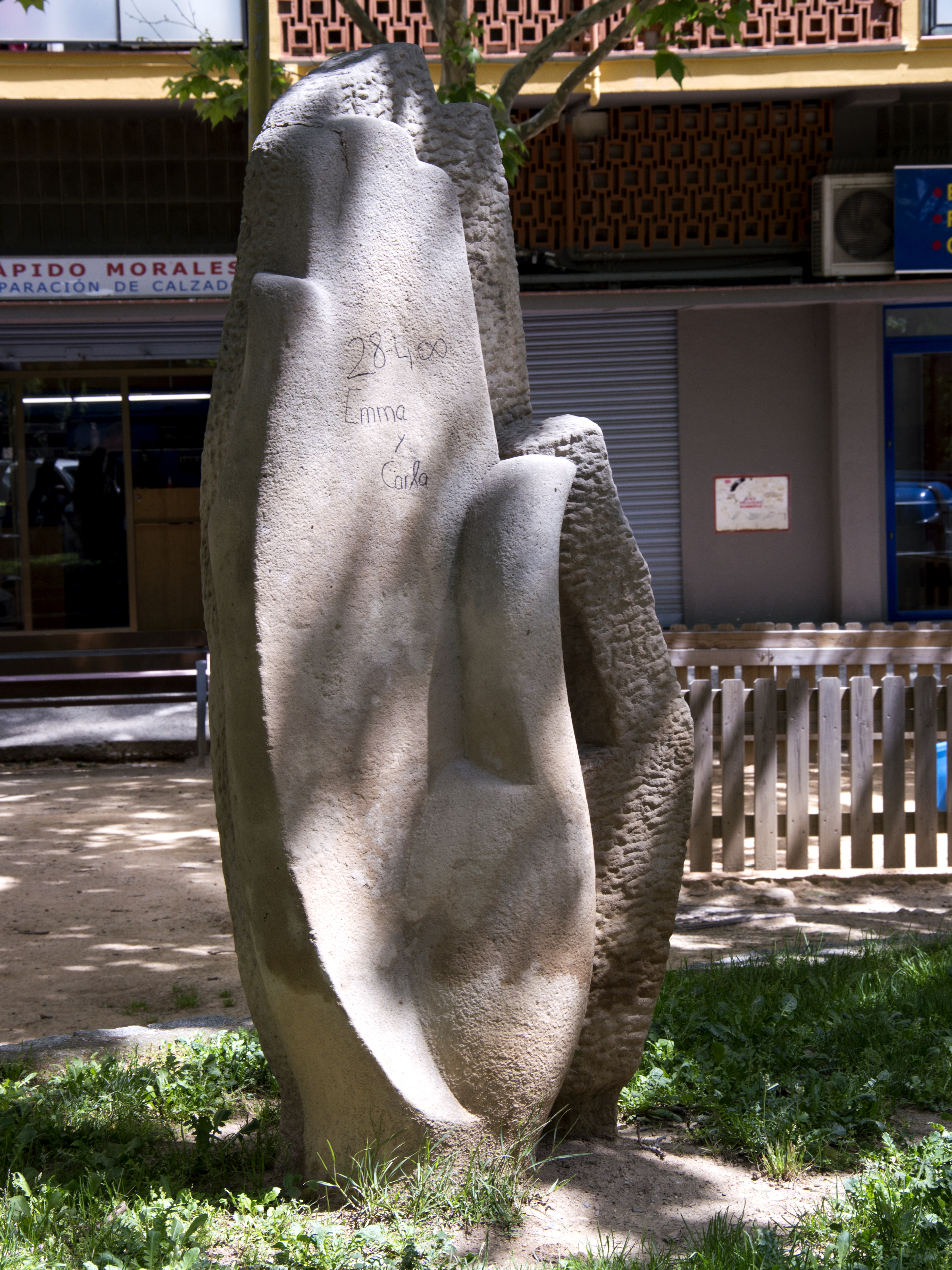
Matrimoni, de Josep Ricart
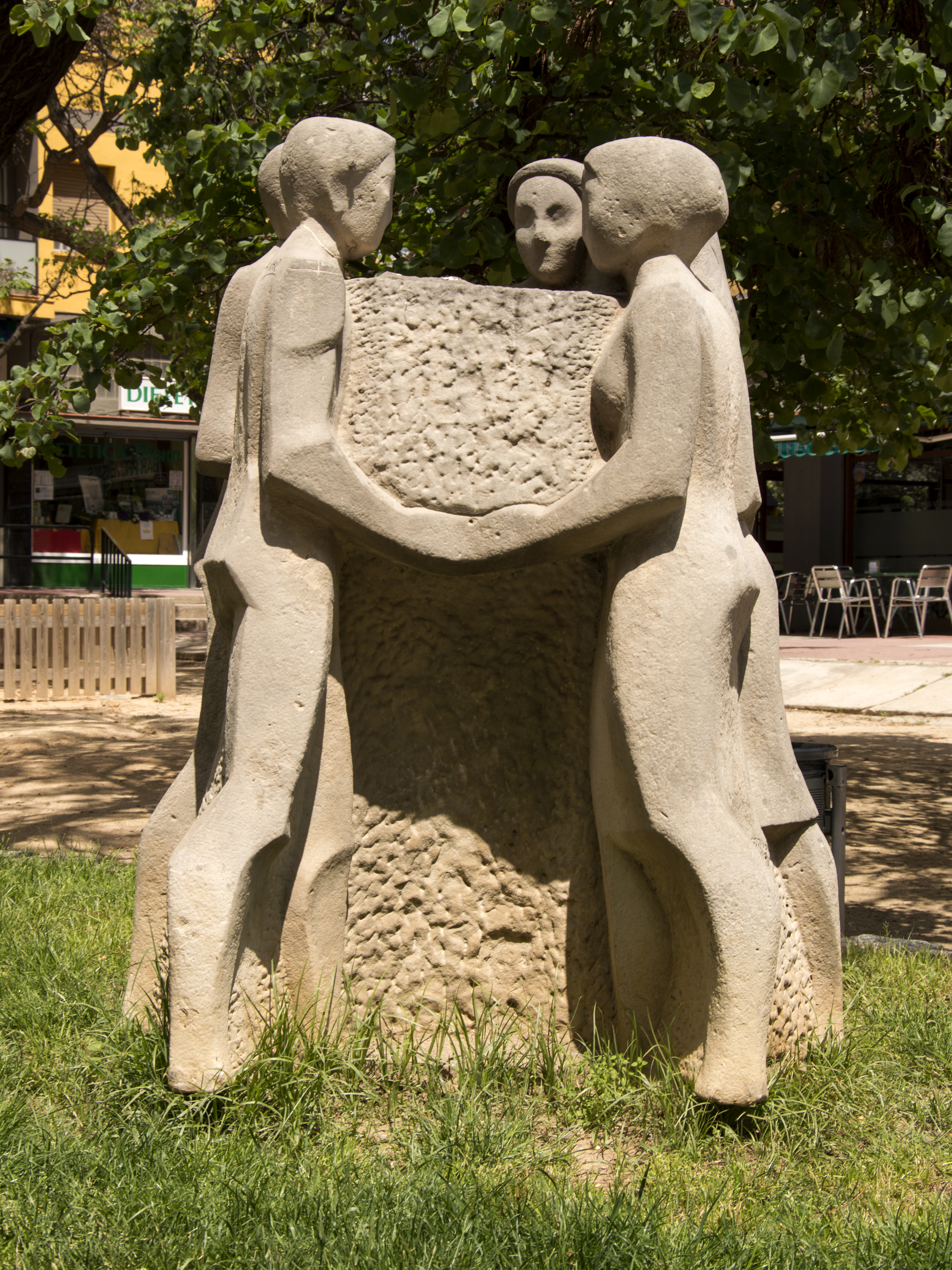
Cooperació, de Josep Ricart

## Transport
- Estació de Sant Martí (línia L2)

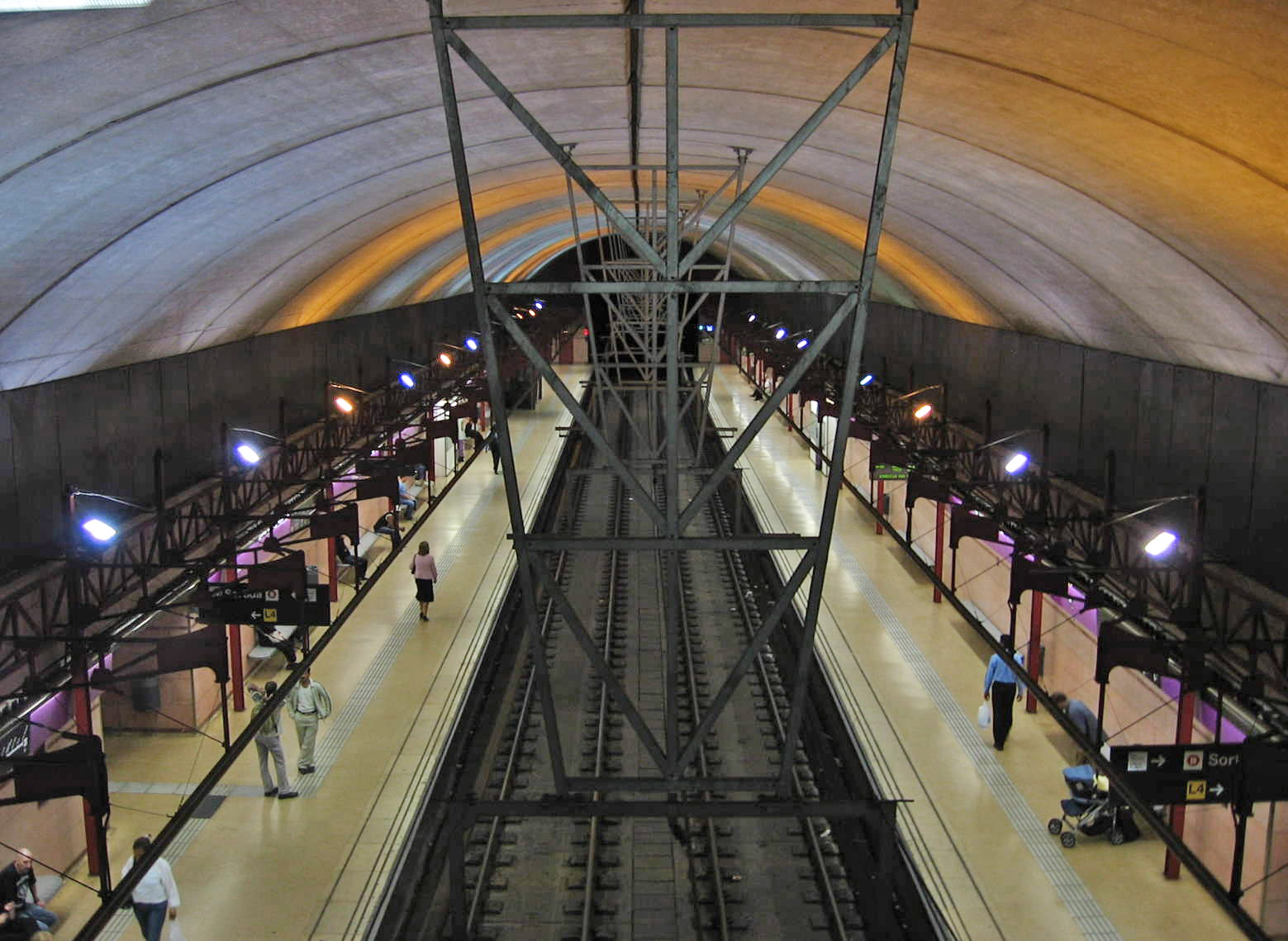
Andanes de l'estació de la Pau (L2)

- Estació de la Pau (línies L2 i L4)
- Estació de Verneda (línia L2), propera al barri però situada a Sant Adrià de Besòs
- Estació de Besòs (línia L4 i Trambesòs)
- Ronda del Litoral (sortida 29)

## Entitats
- Colla gegantera de La Verneda - Sant Martí[22][23]
- APROPAT (Agrupació per la Protecció del Patrimoni)[7][8][9]
- Associació Llibres Lliures[24][25]
- Sindicat d'Habitatge de la Verneda i el Besòs[cal citació]
- Assemblea de Joves Verneda 73[cal citació]
- Assemblea feminista Las del Barrio[cal citació]
- Esplai Periferik[cal citació]
- Diables de la Verneda i Guspires de Sant Martí